# برايان توتشي
برايان توتشي (بالإنجليزية: Brian Tochi)‏ (و. 1963  م) هو مخرج أفلام، ومنتج أفلام، وكاتب سيناريو، ورائد أعمال، وصحفي، وممثل أفلام، وممثل تلفزي، ومؤدي أصوات أمريكي، ولد في لوس أنجلوس، بدأ مشواره المهني سنة 1968.

## وصلات خارجية
- برايان توتشي على موقع IMDb (الإنجليزية)
- برايان توتشي على موقع روتن توميتوز (الإنجليزية)
- برايان توتشي على موقع ألو سيني (الفرنسية)
- برايان توتشي على موقع أول موفي (الإنجليزية)
- برايان توتشي على موقع قاعدة بيانات الأفلام السويدية (السويدية)
- برايان توتشي على موقع قاعدة بيانات الفيلم (الإنجليزية)
- برايان توتشي على موقع كينوبويسك (الروسية)